# Nantouillet
Nantouillet è un comune francese di 272 abitanti situato nel dipartimento di Senna e Marna nella regione dell'Île-de-France.

## Storia
Il nome è di origine Celtica, era un insediamento esistente dal neolitico, anticamente portava il nome di Nantoletium.

## Società

### Evoluzione demografica
Abitanti censiti